# Umbonia spinosa
Umbonia spinosa es una especie de insecto hemíptero de la familia Membracidae nativo de Sudamérica.

## Morfología
Umbonia spinosa y otros miembros del género presentan un cuerno dorsal.  El asta dorsal se estrecha gradualmente desde la base hasta la cumbre siendo similar a una espina en apariencia.

## Distribución
Umbonia spinosa se distribuye en América del Sur, encontrándose en Brasil, Colombia, Costa Rica, Puerto Rico, República Dominicana, Ecuador, Guayana Francesa, Guatemala, Guyana, México, Panamá, Paraguay, Surinam y Venezuela.
Las tribus nativas solían alimentarse de las ninfas.